# Boulevard Desaix
Pour les articles homonymes, voir Desaix (homonymie).
Le boulevard Desaix est une voie importante du centre historique de Clermont-Ferrand. Il descend de la partie méridionale du plateau central et aboutit à la place de Jaude.

## Origine du nom
Cette voie est nommée en référence à un Auvergnat célèbre, le général Desaix, qui trouva la mort le 14 juin 1800 à la bataille de Marengo.

## Bâtiments remarquables et lieux de mémoire
- no 22 : Opéra-Théâtre de Clermont-Ferrand.
- no 20 : Immeuble Dalmas aussi couramment appelé immeuble du Prisunic.
- Hôtel de préfecture du Puy-de-Dôme. Le long des jardins de la préfecture, le boulevard est bordé d'arcades.
- Hôtel du conseil départemental du Puy-de-Dôme.
- Fontaine de Neptune du square d’Assas.

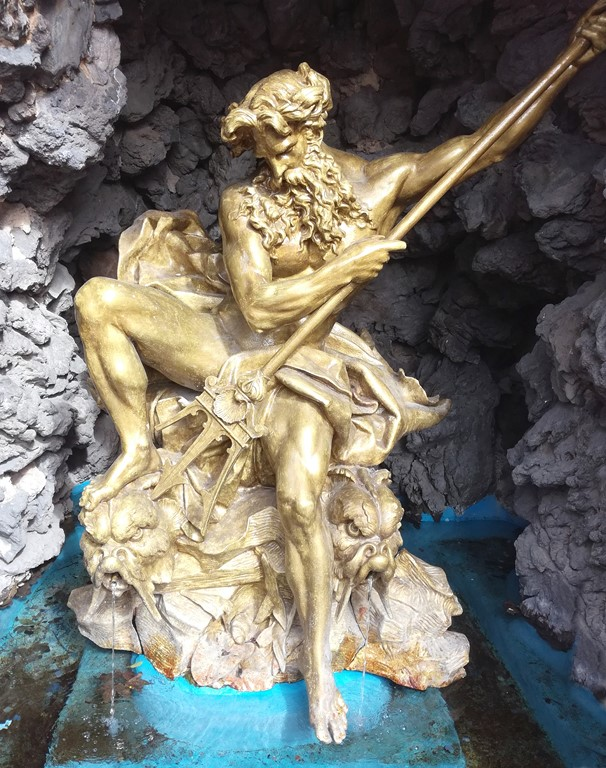
Fontaine de Neptune.